# Léon Borie
Pour les articles homonymes, voir Borie (homonymie).
Léon Borie, né le 21 mars 1843 à Dourgne (Tarn) et mort le 10 juillet 1908 à Saint-Étienne (Loire), est un homme politique français.
D'abord radical-socialiste, il adhère ensuite au boulangisme. 

## Biographie
Fonctionnaire à l’enregistrement, il ouvre ensuite une usine de pâtes alimentaires à Tulle. Il est maire de Tulle de 1882 à 1885 et député de la Corrèze de 1885 à 1893 et de 1898 à 1902. D'abord radical, il se rallie ensuite au boulangisme. Il ne se représente pas en 1902 et devient percepteur à Saint-Étienne.

## Sources
- « Léon Borie », dans Adolphe Robert et Gaston Cougny, Dictionnaire des parlementaires français, Edgar Bourloton, 1889-1891 [détail de l’édition]
- « Léon Borie », dans le Dictionnaire des parlementaires français (1889-1940), sous la direction de Jean Jolly, PUF, 1960 [détail de l’édition]